# Ци Цзинсюань
Ци Цзинсюа́нь (кит. упр. 戚惊萱, пиньинь Qī Jīngxuān, род. 9 ноября 1947) — китайский шахматист, международный мастер (1981).
Чемпион Китая 1975 и 1978 гг.
В составе сборной Китая участник 3-х Олимпиад (1978—1980, 1984) и 1-го командного чемпионата мира (1985) в Люцерне.

## Изменения рейтинга
| Графики недоступны из-за технических проблем. См. информацию на Фабрикаторе и на mediawiki.org. |